# 3,4-二羟基-3-甲基-4-苯基-1-丁炔
3,4-二羟基-3-甲基-4-苯基-1-丁炔（中文译名不详），分子式{\displaystyle {\ce {C11H12O2}}}，是一种具有催眠和镇静作用的精神药物，通过对GABAA受体的异体激动作用，该药由林格殷格翰公司（Boehringer Ingelheim）于1962年研发。
它以前被用于外科、骨科和妇科等医疗程序中的镇静，但它目前已不再被临床使用。尽管有临床使用的历史，但 centalun从未被纳入CSA，因此作为一种滥用药物仍未受到监管。